# Вікнянська сільська рада (Городенківський район)
| Вікнянська сільська рада — орган місцевого самоврядування у Городенківському районі Івано-Франківської області з адміністративним центром у с. Вікно. Сільській раді підпорядковані населені пункти: - с. Вікно — населення 1 339 ос.; площа 15,994 км²; засн. в 1538 році. |

## Склад ради
Рада складається з 16 депутатів та голови.

### Керівний склад ради
| ПІБ                           | Основні відомості                                                             | Дата обрання | Дата звільнення |
| ----------------------------- | ----------------------------------------------------------------------------- | ------------ | --------------- |
| Березовський Іван Іванович    | Сільський голова, 1963 року народження, освіта вища                           | 26.03.2006   | 31.10.2010      |
| Симанчук Володимир Григорович | Сільський голова, 1951 року народження, освіта середня загальна, безпартійний | 31.10.2010   |                 |

Примітка: таблиця складена за даними джерела